# Історія освоєння мінеральних ресурсів Китаю

Буріння свердловини у древньому Китаї

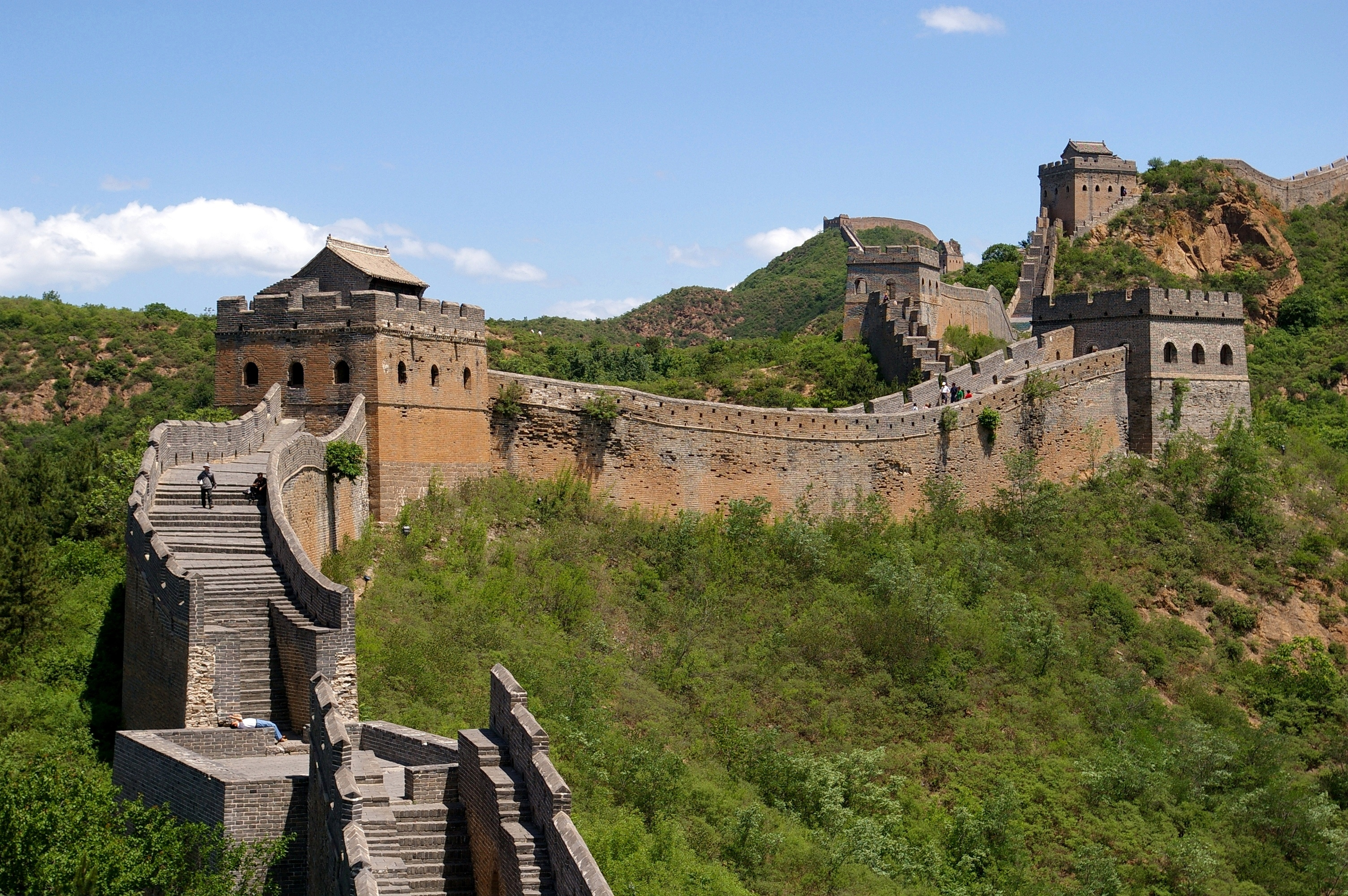
Велика китайська стіна потребувала величезних об'ємів розробки каменя та глини.

Історія освоєння мінеральних ресурсів Китаю
Найдавніші свідчення використання каменю на території Китаю відносять до епохи нижнього палеоліту. Перші прикраси із каменя у вигляді намиста датують віком 100 тис. років. Видобуток і використання глин для виготовлення керамічних виробів починається у ранньому неоліті. В цей час розповсюджується культура фарбованої і білої каолінової кераміки. У IV — III тис. до РХ на території Південно-Східного Китаю почався видобуток кіноварі (т. зв. «кров дракона»), що широко використовувалася як природна мінеральна фарба і в медичних цілях. Трохи пізніше тут вперше у світі почали отримувати металічну ртуть для амальгамації золота. Розробку мідних родовищ, виплавку бронзи почали з II тис. до РХ У розкопках усипальниць древніх царів XIV — XII століть до РХ виявлена велика кількість предметів з бронзи, а також золота і дорогоцінних каменів.
Технологія видобутку передбачала руйнування порід за допомогою металевих клинів та кам'яних молотів, часто використовували вогневий спосіб. Руду збагачували промивкою в лотках і ковшах.
В першу половину епохи Чжоу (1122 — 247 рр. до РХ) в Китаї було отримано чавун (можливо, вперше у світі), а наприкінці епохи продукували вироби з загартованої сталі, увели в обіг металеві гроші. В І тис. до РХ на території Китаю ведеться розробка сотень родовищ руд заліза, міді, олова.
У Китаї понад 2 тис. років тому вперше у світовій практиці вручну бурилися свердловини діаметром 12 — 15 см, глибиною 900 м для видобування соляних розчинів. Буровий інструмент, долото й бамбукові штанги, опускався у свердловину на тростинних канатах завтовшки 1 — 4 см, звитих з індійського очерету. Іноді в літературі канатне буріння називають «китайським методом буріння». Перші свердловини в Китаї, пробурені на розсіл, обсаджували бамбуком. Для приводу бурильної установки використовували тягу биків.
У Ханьську епоху (206 до РХ — 220 р. по Різдву) почалося використання вугілля для виробничих і побутових потреб. Розробка покладів велася до глибин 80-100 м. Китайський вугільний промисел майже на тисячоліття випередив європейський.
Значний розвиток отримує розробка будівельних матеріалів і глин, що, зокрема, пов'язано з будівництвом Великого Китайського муру (закінчений в III ст. до н. е.). Об'єми видобутку каменя співвідносяться з розмірами споруди: висота від 4,5 до 12 м, товщина 9,8 м, протяжність 3460 км.
Гірничий промисел в Китаї завдяки відносно стабільній ситуації в I-му тисячолітті практично не переривався, а досвід і традиції поширювалися. В епоху розквіту феодалізму (Х — XII ст.) в імперії Сун видобуток руд металів був головною галуззю кустарного виробництва. У великих кількостях добувалися золото, срібло, олово, свинцеві і ртутні руди. При виплавці заліза використовували не деревне, як в Європі, а кам'яне вугілля. Щорічно до державної скарбниці у вигляді податків надходило до 10 тис. т міді та до 4 тис. т заліза. Монгольська експансія та знищення завойовниками значної частини населення Китаю на століття загальмували економічний розвиток країни, в тому числі гірничу справу.
Ще в XIX ст. видобуток та промивання руд велися вручну, поклади розкривали похилими виробками-лазами, по яких в кошиках виносили видобуту руду. Гірнича промисловість машинного типу, як самостійна галузь, виникла в 80-х рр. XIX ст. і пов'язана з відкритими у 1876 р. казенними Цзилунськими вугільними копальнями на острові Тайвань. Тут вперше в країні застосували машинну техніку. У 1881 р. стали до ладу Кайпінські вугільні шахти. У 1880—1890-х роках машинна техніка почала застосовуватися при видобутку залізних руд, міді, свинцю, олова, срібла, золота. В XX ст. створена гірнича промисловість сучасного типу, наприкінці століття країна вийшла на перше місце по видобутку кам'яного вугілля. Активно розвиваються й інші галузі гірничої промисловості — нафтогазова, залізорудна, марганцеворудна, вольфрамова, хромова, алюмінієва, мідна, олов'яна, свинцево-цинкова, ртутна, стибієва, азбестова промисловість, а також видобуток титан- і ванадійвмісних продуктів, золота, гірничо-хімічної та нерудної індустріальної сировини, дорогоцінних і виробних каменів.
Сьогодні Китай має розвинену нафтогазову, вугільну, залізорудну, марганцеворудну, вольфрамову, хромову, алюмінієву, мідну, олов'яну, свинцево-цинкову, ртутну, стибієву, азбестову промисловість, а також видобуток і переробку титан- і ванадій вмісних продуктів, золота, гірничохімічної та нерудної індустріальної сировини, дорогоцінних та виробних каменів. Обсяг продукції гірничої промисловості в 1999 р. склав 51,4 млрд дол. США (для порівняння: у США — 48 млрд дол.). Частка гірничодобувних галузей на межі XX -XXI ст. — 7 % ВВП. Динаміка розвитку гірничої галузі позитивна. У 2001 р. гірнича промисловість Китаю принесла Yu479 млрд, що на 7 % більше, ніж в 2000 р. Протягом тільки 2001 р. в Китаї було відкрито 106 родовищ корисних копалин. Витрати на геологічні дослідження досягли Yu 22,74 млрд, уряд видав 533 ліцензії на ці дослідження. Вартість мінерального імпорту-експорту перевищила US$100 млрд.
У 2000 р. у Китаї було 80 тис. державних гірничих підприємств і 200 тис. приватних та колективних. Китайський уряд прийняв ряд законів, які поліпшують планування розвідки мінеральних ресурсів, використання земельних ресурсів, видобутку золота, імпорту срібла, безпеки в гірничій промисловості, створення підприємств з іноземним капіталом і т. д. Однак на початку XXI ст. перед гірничодобувною промисловістю Китаю постає проблема «старіння» головних рудників. Через виснаження ресурсів на грані закриття виявилося понад 400 рудників. За даними Міністра земельних і природних ресурсів КНР для половини з 45 головних видів китайських корисних копалин запаси витрачаються швидше, ніж відбувається їх поповнення за рахунок освоєння нових родовищ. Китайське управління геологічної розвідки на перший план висунуло пошук стратегічних ресурсів, вирішивши зосередити фінансові кошти і обладнання на розвідці дефіцитних корисних копалин — міді, урану, хрому і т. д., а також на освоєнні важливих для держави родовищ.
Китай — великий експортер та імпортер мінеральної сировини. На межі XX—XXI ст. обсяг експорту у гірничій галузі щорічно становить 11 млрд дол. США, обсяг імпорту — 27 млрд дол. Китай ввозить залізну і марганцеву руди, мідь, нікель, золото, срібло, пірити, алюміній.
Підготовку кадрів гірничо-геологічного профілю в Китаї здійснюють у 12 гірничих вишах та в 6 університетах, 36 технікумах і в 100 гірничопромислових школах і училищах.